# Jatimudo
Jatimudo is een bestuurslaag in het regentschap Rembang van de provincie Midden-Java, Indonesië. Jatimudo telt 1340 inwoners (volkstelling 2010).